# 乾安丸 (1942年)
乾安丸（けんあんまる）は、かつて乾汽船が運行していた貨物船。太平洋戦争中、日本海軍により徴傭され輸送任務中に撃沈された。
船名は、乾汽船が運行した船としては初代。乾汽船としての2代目の乾安丸については、乾安丸 (1945年)を参照のこと。

## 船歴
乾汽船の新造第6号船として播磨造船所に発注され、1941年（昭和16年）2月21日、播磨造船所相生工場で建造番号299番船として起工。1942年（昭和17年）3月30日、進水。5月30日、同所で竣工。
12月4日、西行第56船団に加入し澤風の護衛を受け青島へ向け船形発。
1943年（昭和18年）3月8日、貨物船福寿丸（岡田商船、5,293トン）、神福丸（栗林商船、2,204トン）、貨客船安宅丸（帝国船舶所有/山下汽船運航、5,248トン/旧伊船アダ）他輸送船3隻と共に第2308船団を編制し、第24号掃海艇の護衛を受け芝浦へ向け室蘭発。乾安丸は同船団の1番船に指定され第一分隊に配置。同日、船団は尻屋崎沖でアメリカ潜水艦パーミットの攻撃を受けて貨物船久島丸（飯野海運、2,742トン）が撃沈されたため、一旦八戸へ退避。9日、船団は八戸出港。12日、船団は名古屋行きの2隻を除き、東京湾に入る。
6月18日、八幡在泊中に日本海軍により徴傭され、呉鎮守府所管の海軍一般徴用船(雑用船)となる。同日、若松港へ回航。19日、呉へ回航。20日、呉で20cm砲ほか10門などウェーク島防御用の各種兵器弾薬と軍用郵便物を積載。24日、芝浦へ回航。27日から30日にかけて芝浦で兵器弾薬、酒保物品、自動車などを積載。便乗者225名乗船。30日、横須賀へ回航。
7月2日、第3702甲船団に加入し、鴻の護衛を受けトラックへ向け横須賀発。12日、トラック着。トラックで軍用郵便物を積載。15日、第5152船団に加入し第33号駆潜艇の護衛を受けクェゼリンへ向けトラック発。20日、クェゼリン着。軍用郵便物を揚陸。23日、第33号駆潜艇の護衛を受けウェーク島へ向けクェゼリン発。27日、ウェーク島着。これまでに積載あるいは乗船させた物品と便乗者を全て降ろし、軍用郵便積載、便乗者43名乗船。30日、引き続き第33号駆潜艇の護衛を受けクェゼリンへ向けウェーク発。8月3日、クェゼリン着。軍用郵便揚陸、便乗者26名乗船。
9日、海軍一般徴用船(給糧船)海光丸（帝国水産統制、1,514トン）、特設運送船(給油船)第二菱丸（近海油槽船、856トン）と共に第6093船団を編制し、特設砲艦第二号長安丸（東亜海運、2,631トン）の護衛を受けトラックへ向けクェゼリン発。14日、トラック着。軍用郵便揚陸、便乗者5名退船。21日、特設運送船御嶽山丸（鏑木汽船、4,441トン）、さんとす丸(満珠丸)（大阪商船、7,266トン）、特設運送船(給炭油船)総洋丸（東洋汽船、6,081トン）他輸送船1隻と共に第4821船団を編制し夕月、電の護衛を受け横須賀へ向けトラック発。22日、特設運送船昌栄丸（嶋谷汽船、1,986トン）が船団に合流するが、同日船団はアメリカ潜水艦タリビーの攻撃を受けて特設運送船会昌丸（会陽汽船、4,164トン）が撃沈された。29日、横須賀着。これまでに積載あるいは乗船させた軍用郵便と便乗者を全て降ろす。9月9日にかけて兵器弾薬、糧食、酒保物品、建築資材、軍用郵便積載。便乗者824名乗船。
9月9日、サイパンへ向け横須賀発。16日、サイパン着。積載物と便乗者を全て降ろし現地の還納廃品、マンガン鉱、リン鉱石、鉄木、軍用郵便積載、便乗者424名乗船。30日、前日にサイパンに入港した特設運送船乾隆丸（乾汽船、4,575トン）、特設運送船武庫丸（太平汽船、4,862トン）、海軍一般徴傭船常島丸（飯野海運、2,927トン）からなる第4926船団に加入。船団はここで武庫丸、常島丸を分離し、横須賀へ向けサイパン発。10月6日、横須賀着。積荷のうち天然資源以外のもの全てを降ろす。9日、横浜へ回航し同日着。サイパンで積載した天然資源を揚陸。12日、佐世保へ回航。16日、佐世保着。兵器弾薬、酒保物品、電纜、軍用郵便積載、便乗者690名乗船。
22日、陸軍輸送船小田月丸（会陽汽船、1,988トン）、隆西丸（中村汽船、4,805トン）、福寿丸他輸送船3隻と共に第108船団を編制し松輪の護衛を受け馬公へ向け佐世保発。乾安丸は同船団の第二分団に配され第二分団本隊は27日高雄着。乾安丸は28日馬公着。便乗者1名退船、同4名乗船。31日、第334船団に加入し特設砲艦北京丸（大連汽船、2,288トン）の護衛を受けサンジャックへ向け高雄発。11月6日、サンジャック着。便乗者29名乗船。8日、第523船団に加入しセレターへ向けサンジャック発。11日、セレター着。積荷の全てを降ろし、便乗者729名退船。
26日、ビンタンへ向けセレター発。同日、ビンタン着。ボーキサイト3,600トン積載。27日、シンガポールへ向けビンタン発。同日シンガポール着。便乗者55名乗船。
12月1日、臨時編成された船団に加入しマニラへ向けシンガポール発。9日、マニラ着。便乗者35名乗船。12日、高雄へ向けマニラ発。15日、高雄着。石炭、郵便物積載、便乗者乗船。20日、内地へ向け高雄発。以後門司、徳山、若松、呉、横浜間の輸送に従事。
1944年2月3日、横浜着。ガソリンなど積載。10日、サイパンへ向け横浜発。19日、サイパン着。ガソリンなど揚陸。21日、グアムへ向けサイパン発。同日、グアム着。ガソリン、石炭を揚陸。22日から29日まで、グアム-サイパン間のガソリン、車両等の輸送に従事。29日、サイパン着。
3月4日、内地へ向けサイパン発。以後、21日まで横須賀、横浜、木更津間の輸送に従事。21日、木更津着。22日、東松三号船団に加入しパラオへ向け木更津発。30日に発生したパラオ大空襲のため、パラオ行き船団は一旦サイパンに退避。その後出港しなおして4月14日、パラオ着。以後、パラオ、ヤップ、サイパン間の輸送に従事。4月27日、パラオ着。
4月28日、サイパンへ向けパラオ発。5月3日、サイパン島北西沖30km北緯15度20分 東経145度34分 / 北緯15.333度 東経145.567度の地点でアメリカ潜水艦サンドランスの攻撃を受けて被雷し、沈没した。沈没の際、船員10名と便乗者39名が戦死した。